# UCI World Tour 2022
UCI World Tour 2022 var den 12:e upplagan av UCI World Tour, en serie cykeltävlingar som årligen anordnas av Internationella cykelunionen (UCI). Totalt 31 tävlingar hölls under året. Touren startade den 20 februari med UAE Tour och avslutades den 8 oktober med Lombardiet runt.

## Tävlingar
| Tävling                         | Datum                     | Vinnare                    | Tvåa                     | Trea                       |
| ------------------------------- | ------------------------- | -------------------------- | ------------------------ | -------------------------- |
| UAE Tour                        | 20–26 februari            | Tadej Pogačar (SLO)        | Adam Yates (GBR)         | Pello Bilbao (ESP)         |
| Omloop Het Nieuwsblad           | 26 februari               | Wout van Aert (BEL)        | Sonny Colbrelli (ITA)    | Greg Van Avermaet (BEL)    |
| Strade Bianche                  | 5 mars                    | Tadej Pogačar (SLO)        | Alejandro Valverde (ESP) | Kasper Asgreen (DEN)       |
| Paris–Nice                      | 6–13 mars                 | Primož Roglič (SLO)        | Simon Yates (GBR)        | Daniel Martínez (COL)      |
| Tirreno–Adriatico               | 7–13 mars                 | Tadej Pogačar (SLO)        | Jonas Vingegaard (DEN)   | Mikel Landa (ESP)          |
| Milano–Sanremo                  | 19 mars                   | Matej Mohorič (SLO)        | Anthony Turgis (FRA)     | Mathieu van der Poel (NED) |
| Katalonien runt                 | 21–27 mars                | Sergio Higuita (COL)       | Richard Carapaz (ECU)    | João Almeida (POR)         |
| Classic Brugge-De Panne         | 23 mars                   | Tim Merlier (BEL)          | Dylan Groenewegen (NED)  | Nacer Bouhanni (FRA)       |
| E3 Saxo Bank Classic            | 25 mars                   | Wout van Aert (BEL)        | Christophe Laporte (FRA) | Stefan Küng (SUI)          |
| Gent–Wevelgem                   | 27 mars                   | Biniam Girmay (ERI)        | Christophe Laporte (FRA) | Dries Van Gestel (BEL)     |
| Dwars door Vlaanderen           | 30 mars                   | Mathieu van der Poel (NED) | Tiesj Benoot (BEL)       | Tom Pidcock (GBR)          |
| Flandern runt                   | 3 april                   | Mathieu van der Poel (NED) | Dylan van Baarle (NED)   | Valentin Madouas (FRA)     |
| Baskien runt                    | 4–9 april                 | Daniel Martínez (COL)      | Ion Izagirre (ESP)       | Aleksandr Vlasov           |
| Amstel Gold Race                | 10 april                  | Michał Kwiatkowski (POL)   | Benoît Cosnefroy (FRA)   | Tiesj Benoot (BEL)         |
| Paris–Roubaix                   | 17 april                  | Dylan van Baarle (NED)     | Wout van Aert (BEL)      | Stefan Küng (SUI)          |
| Vallonska pilen                 | 20 april                  | Dylan Teuns (BEL)          | Alejandro Valverde (ESP) | Aleksandr Vlasov           |
| Liège–Bastogne–Liège            | 24 april                  | Remco Evenepoel (BEL)      | Quinten Hermans (BEL)    | Wout van Aert (BEL)        |
| Romandiet runt                  | 26 april – 1 maj          | Aleksandr Vlasov           | Gino Mäder (SUI)         | Simon Geschke (GER)        |
| Eschborn-Frankfurt              | 1 maj                     | Sam Bennett (IRL)          | Fernando Gaviria (COL)   | Alexander Kristoff (NOR)   |
| Giro d’Italia                   | 6–29 maj                  | Jai Hindley (AUS)          | Richard Carapaz (ECU)    | Mikel Landa (ESP)          |
| Critérium du Dauphiné           | 5–12 juni                 | Primož Roglič (SLO)        | Jonas Vingegaard (DEN)   | Ben O'Connor (AUS)         |
| Tour de Suisse                  | 12–19 juni                | Geraint Thomas (GBR)       | Sergio Higuita (COL)     | Jakob Fuglsang (DEN)       |
| Tour de France                  | 1–24 juli                 | Jonas Vingegaard (DEN)     | Tadej Pogačar (SLO)      | Geraint Thomas (GBR)       |
| Clásica de San Sebastián        | 30 juli                   | Remco Evenepoel (BEL)      | Pavel Sivakov (FRA)      | Tiesj Benoot (BEL)         |
| Polen runt                      | 30 juli – 5 augusti       | Ethan Hayter (GBR)         | Thymen Arensman (NED)    | Pello Bilbao (ESP)         |
| Vuelta a España                 | 19 augusti – 11 september | Remco Evenepoel (BEL)      | Enric Mas (ESP)          | Juan Ayuso (ESP)           |
| Cyclassics Hamburg              | 21 augusti                | Marco Haller (AUT)         | Wout van Aert (BEL)      | Quinten Hermans (BEL)      |
| Bretagne Classic Ouest–France   | 28 augusti                | Wout van Aert (BEL)        | Axel Laurance (FRA)      | Alexander Kamp (DEN)       |
| Grand Prix Cycliste de Québec   | 9 september               | Benoît Cosnefroy (FRA)     | Michael Matthews (AUS)   | Biniam Girmay (ERI)        |
| Grand Prix Cycliste de Montréal | 11 september              | Tadej Pogačar (SLO)        | Wout van Aert (BEL)      | Andrea Bagioli (ITA)       |
| Lombardiet runt                 | 8 oktober                 | Tadej Pogačar (SLO)        | Enric Mas (ESP)          | Mikel Landa (ESP)          |

### Inställda tävlingar
Tävlingarna Tour Down Under (18–23 januari) och Cadel Evans Great Ocean Road Race (30 januari) blev inställda på grund av strikta restriktioner i Australien till följd av covid-19-pandemin. Den 8 juni 2022 blev Benelux Tour (29 augusti – 4 september) inställd på grund av att tävlingskalendern var späckad i augusti. Den 17 juni 2022 ställdes även Tour of Guangxi (13–18 oktober) in på grund av restriktioner till följd av covid-19-pandemin.